# Linden Wiesman
Linden Wiesman (n. 23 ianuarie 1975, Columbia⁠(d), Tennessee, SUA) este o călăreață ce a reprezentat Statele Unite ale Americii, medaliată olimpică. A participat la o ediție a Jocurilor Olimpice (2000) în care a câștigat o medalie de bronz.

## Participări
Lista de mai jos prezintă principalele competiții la care a participat Linden Wiesman de-a lungul carierei.
- equestrian at the 2000 Summer Olympics – team eventing[*]